# فلاديمير فيدوتوف
فلاديمير جريجورفيتش فيدوروف (بالروسية: Владимир Григорьевич Федотов) (18 يناير 1943 - 29 مارس 2009) مهاجم سوفياتي ومدرب كرة قدم حيث يحمل الرقم القياسي في عدد المباريات التي لعبها لصالح نادي سيسكا موسكو. هو نجل لاعب كرة القدم وهوكي الجليد السوفييتي الشهير غريغوري فيدوتوف. عمل أيضا مدير رياضي لنادي موسكو.

## المسيرة الرياضية
احترف اللعب في نادي واحد وهو سيسكا موسكو من 1960 إلى 1975 حيث لعب 382 مباراة مسجلا 92 هدف في الدوري السوفيتي الممتاز لكرة القدم كما لعب 22 مباراة مع منتخب الاتحاد السوفييتي لكرة القدم من 1970 إلى 1975 مسجلا 4 أهداف. بعد اعتزال فيدوتوف اللعب قرر التحول إلى منهنة التدريب.

## الإنجازات

### لاعب
- الدوري السوفيتي الممتاز لكرة القدم (1): 1970

### روستوف
- كأس الاتحاد السوفييتي (1): 1981

## روابط خارجية
- فلاديمير فيدوتوف على موقع الاتحاد الأوربي (الإنجليزية)
- فلاديمير فيدوتوف على موقع قاعدة بيانات كرة القدم.إي يو (الإنجليزية)
- فلاديمير فيدوتوف على موقع ناشيونال فوتبول تيمز (الإنجليزية)